# Helmut Kleebank

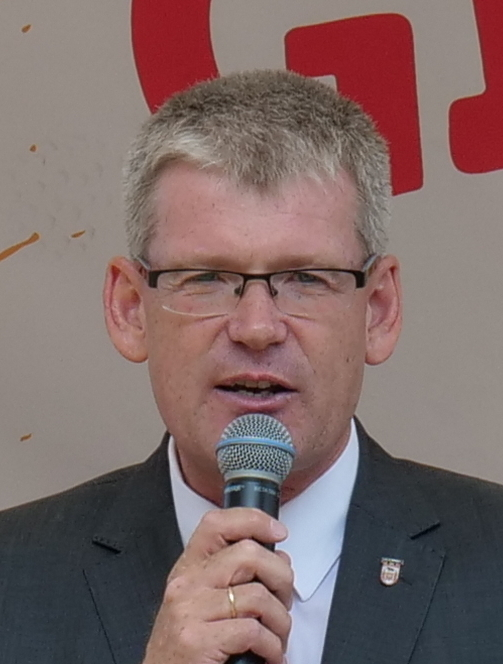
Helmut Kleebank (2018)

Helmut Heinrich Kleebank (* 18. November 1964 in Berlin) ist ein deutscher Politiker (SPD) und seit Oktober 2021 Mitglied des Deutschen Bundestages. Zuvor war er seit 2011 Bezirksbürgermeister des Berliner Bezirks Spandau.

## Leben und Beruf
Kleebank wuchs im Berliner Ortsteil Falkenhagener Feld des Bezirks Spandau auf und erwarb auf dem Spandauer Kant-Gymnasium das Abitur.
Nach seiner Berufsausbildung zum Krankenpfleger studierte er an der FU Berlin und an der Technischen Universität Berlin Mathematik und Physik auf Lehramt. Kleebank war bis 2011 Leiter der Heinrich-Böll-Oberschule in Hakenfelde. Zuvor lehrte er an seiner früheren Schule, dem Kant-Gymnasium, und an der Katholischen Schule Liebfrauen.
Kleebank ist verheiratet und hat fünf erwachsene Kinder. Er ist römisch-katholisch und gehörte von 2009 bis 2015 dem Kirchenvorstand seiner Gemeinde an.

## Partei
Kleebank ist seit 1993 Mitglied der SPD. Er war Abteilungsvorsitzender des Ortsvereins Gatow-Kladow und leitete dort den lokalen Arbeitskreis Kommunales und Umweltschutz. Seit dem 13. April 2018 ist er stellvertretender Kreisvorsitzender der SPD Spandau und seit dem Jahr 2021 Beisitzer im Landesvorstand der SPD Berlin. Außerdem ist er Delegierter auf Kreis-, Landes- und Bundesebene.

## Bezirksbürgermeister (2011–2021)

### 19. Wahlperiode (2011–2016)
Für die Wahl zur Spandauer Bezirksverordnetenversammlung (BVV) am 18. September 2011 war Kleebank Spitzenkandidat der SPD. Unter seiner Führung erreichte die Spandauer SPD mit 34,7 % ein im berlinweiten Vergleich überdurchschnittliches Ergebnis.
Nachdem in der konstituierenden Sitzung der BVV am 27. Oktober 2011 noch ein Patt zwischen den politischen Lagern bestand, wurde die Sitzung zunächst unterbrochen. Bei der Fortsetzung der Sitzung der BVV am 2. November 2011 erreichte Helmut Kleebank die erforderliche Mehrheit und wurde damit zum Bezirksbürgermeister gewählt. Im Bezirksamt war er unter anderem für Personal, Finanzen und Facility Management zuständig.

### 20. Wahlperiode (2016–2021)
Bei den Wahlen zur Bezirksverordnetenversammlung am 18. September 2016 war Helmut Kleebank erneut Spitzenkandidat der SPD, die mit einem Ergebnis von 33,2 % wieder ein im berlinweiten Vergleich überdurchschnittliches Ergebnis erreichen konnte.
Am 30. November 2016 wurde Helmut Kleebank mit den Stimmen von SPD, Grünen, den Linken und aus der FDP mit einer Stimme Mehrheit erneut zum Bezirksbürgermeister gewählt. Er erhielt 28 Ja-Stimmen bei 27 Nein-Stimmen und übernahm zudem die Fachbereiche Personal, Finanzen, Schule und Sport.
Seine zweite Amtszeit als Bezirksbürgermeister war vor allem vom Schulbau im Rahmen der Berliner Schulbauoffensive geprägt. In seiner Amtszeit wurden der Neubau von vier Grundschulen und drei Primarstufen an Gemeinschaftsschulen, der Neubau von zwei Gemeinschaftsschulen, der Neubau eines Gymnasiums, die Erweiterung zahlreicher weiterer Schulen, die Errichtung einer zweistelligen Zahl von Sporthallen sowie die Sanierung aller anderen Schulen geplant, begonnen oder auch fertiggestellt.
Kleebank war Sprecher der SPD-Bezirksbürgermeisterinnen und Bezirksbürgermeister im Rat der Bürgermeister und leitete den Fachausschuss für Finanzen, Personal und Wirtschaft.
Wegen seiner Wahl in den 20. Deutschen Bundestag ließ Kleebank sein Amt als Bezirksbürgermeister bereits seit dem 15. Oktober 2021 aus rechtlichen Gründen ruhen. Bis zum Ende seiner offiziellen Amtszeit am 4. November 2021 führte sein Stellvertreter Gerhard Hanke die Amtsgeschäfte.
Nachfolgerin im Amt der Bezirksbürgermeisterin wurde Carola Brückner.

## Mitglied des Deutschen Bundestags (seit 2021)

### 20. Legislaturperiode (2021–2025)
Bei der Bundestagswahl 2021 kandidierte Helmut Kleebank im Bundestagswahlkreis 78 Berlin-Spandau - Charlottenburg Nord als Direktkandidat der SPD. Er gewann das Mandat mit 32,8 % der Erststimmen und zog am 26. Oktober 2021 in den 20. Deutschen Bundestag ein. Er ist ordentliches Mitglied im Ausschuss für Klimaschutz und Energie und im Ausschuss für Umwelt, Naturschutz und nukleare Sicherheit.
Seine erste Rede im Deutschen Bundestag hielt er am 17. Februar 2022.
Seit März 2022 ist Kleebank Vorsitzender des Parlamentarischen Beirats für nachhaltige Entwicklung.

### 21. Legislaturperiode (seit 2025)
Bei der Bundestagswahl am 23. Februar 2025 errang Kleebank mit 27,5 % der Erststimmen erneut das Direktmandat im Bundestagswahlkreis Berlin-Spandau-Charlottenburg Nord. Bei den Zweitstimmen lag die CDU mit einem Stimmenanteil von 23,8 % gegenüber 18,4 % für die SPD vorn.
Im 21. Deutschen Bundestag ist er ordentliches Mitglied im Ausschuss für Wirtschaft und Energie sowie im Ausschuss für Umwelt, Klimaschutz, Naturschutz und nukleare Sicherheit. Außerdem ist er Schriftführer.